# Maltasa-glucoamilasa intestinal
La maltasa-glucoamilasa intestinal es una enzima que en los seres humanos está codificada por el gen MGAM.
La maltasa-glucoamila es una enzima digestiva alfa-glucosidasa. Consta de dos subunidades con diferente especificidad de sustrato. Los estudios sobre la enzima recombinante han demostrado que su dominio catalítico N-terminal tiene la mayor actividad contra la maltosa, mientras que el dominio C-terminal tiene una especificidad de sustrato más amplia y actividad contra los oligómeros de glucosa. En el intestino delgado, esta enzima trabaja en sinergia con la sucrasa-isomaltasa y la alfa-amilasa para digerir toda la gama de almidones de la dieta.

## Gen
El gen MGAM, que se encuentra en el cromosoma 7q34, codifica la proteína Maltasa-Glucoamilasa. Un nombre alternativo para la maltasa-glucoamilasa es glucano 1,4-alfa-glucosidasa.

## Distribución en los tejidos
La maltasa-glucoamilasa es una enzima ligada a la membrana que se encuentra en las paredes intestinales. Este revestimiento del intestino forma lo que se llama un borde de cepillo en el que los alimentos tienen que pasar para que los intestinos absorban los alimentos

## Mecanismo enzimático
Esta enzima forma parte de una familia de enzimas denominada Familia 31 de la Glucohidrasa (GH31). Esto se debe al mecanismo digestivo de la enzima. Las enzimas GH31 se someten a lo que se conoce como el mecanismo de doble desplazamiento de Koshland, en el que se produce un paso de glicolización y desglucosilación, lo que da lugar a la retención de la configuración global del centro anomérico.

## Estructura

### Maltasa N-terminal
La unidad enzimática maltasa-glucoamilasa N-terminal está compuesta a su vez por 5 dominios proteicos específicos. El primero de los 5 dominios proteicos consiste en un dominio trefoil de tipo P que contiene un dominio rico en cisteína. El segundo es un dominio sándwich beta N-terminal, identificado a través de dos hojas plisadas beta antiparalelas. El tercer y mayor dominio consiste en un dominio catalítico (beta/alfa) de tipo barril que contiene dos bucles insertados. Los dominios cuarto y quinto son dominios C-terminales, similares al dominio sándwich beta N-terminal. El dominio N-terminal de la maltasa-glucoamila no tiene los sitios activos de unión de azúcares +2/+3, por lo que no puede unirse a sustratos más grandes. El dominio N-terminal muestra su afinidad enzimática óptima por los sustratos maltosa, maltotriosa, maltotetrosa y maltopentosa.

### Glucasa C-terminal
La unidad enzimática de la glucasa C-terminal contiene sitios de unión adicionales, lo que le permite unirse a sustratos más grandes para la digestión catalítica. En un principio se entendía que la estructura cristalina de la maltasa-glucoamilasa era intrínsecamente similar en los extremos N y C. Estudios posteriores han descubierto que el C-terminal está compuesto por 21 residuos de aminoácidos más que el N-terminal, lo que explica su diferencia de función. La sucrasa-isomaltasa, situada en el cromosoma 3q26, tiene una estructura cristalina similar a la de la maltasa-glucoamilasa y funcionan en tándem en el intestino delgado humano. Han derivado de un ancestro común, ya que ambas proceden de la misma familia GH31. Al tener propiedades similares, ambas enzimas trabajan juntas en el intestino delgado para convertir el almidón consumido en glucosa para obtener energía metabólica. La diferencia entre estas dos enzimas es que la maltasa-glucoamilasa tiene una actividad específica en el enlace 1-4 del azúcar, mientras que la SI tiene una actividad específica en el enlace 1-6.

## Otras lecturas
- Nichols BL, Avery S, Sen P, Swallow DM, Hahn D, Sterchi E (February 2003). «The maltase-glucoamylase gene: common ancestry to sucrase-isomaltase with complementary starch digestion activities». Proceedings of the National Academy of Sciences of the United States of America 100 (3): 1432-7. Bibcode:2003PNAS..100.1432N. PMC 298790. PMID 12547908. doi:10.1073/pnas.0237170100.
- Takeshita F, Ishii KJ, Kobiyama K, Kojima Y, Coban C, Sasaki S, Ishii N, Klinman DM, Okuda K, Akira S, Suzuki K (August 2005). «TRAF4 acts as a silencer in TLR-mediated signaling through the association with TRAF6 and TRIF». European Journal of Immunology 35 (8): 2477-85. PMID 16052631. doi:10.1002/eji.200526151.
- Danielsen EM (October 1987). «Tyrosine sulfation, a post-translational modification of microvillar enzymes in the small intestinal enterocyte». The EMBO Journal 6 (10): 2891-6. PMC 553723. PMID 3121301. doi:10.1002/j.1460-2075.1987.tb02592.x.
- Korpela MP, Paetau A, Löfberg MI, Timonen MH, Lamminen AE, Kiuru-Enari SM (July 2009). «A novel mutation of the GAA gene in a Finnish late-onset Pompe disease patient: clinical phenotype and follow-up with enzyme replacement therapy». Muscle & Nerve 40 (1): 143-8. PMID 19472353. S2CID 20120101. doi:10.1002/mus.21291.
- Sim L, Quezada-Calvillo R, Sterchi EE, Nichols BL, Rose DR (January 2008). «Human intestinal maltase-glucoamylase: crystal structure of the N-terminal catalytic subunit and basis of inhibition and substrate specificity». Journal of Molecular Biology 375 (3): 782-92. PMID 18036614. doi:10.1016/j.jmb.2007.10.069.
- Naim HY, Sterchi EE, Lentze MJ (December 1988). «Structure, biosynthesis, and glycosylation of human small intestinal maltase-glucoamylase». The Journal of Biological Chemistry 263 (36): 19709-17. PMID 3143729.
- Ao Z, Quezada-Calvillo R, Sim L, Nichols BL, Rose DR, Sterchi EE, Hamaker BR (May 2007). «Evidence of native starch degradation with human small intestinal maltase-glucoamylase (recombinant)». FEBS Letters 581 (13): 2381-8. PMID 17485087. S2CID 23891882. doi:10.1016/j.febslet.2007.04.035.
- Tuğrul S, Kutlu T, Pekin O, Bağlam E, Kiyak H, Oral O (October 2008). «Clinical, endocrine, and metabolic effects of acarbose, a alpha-glucosidase inhibitor, in overweight and nonoverweight patients with polycystic ovarian syndrome». Fertility and Sterility 90 (4): 1144-8. PMID 18377903. doi:10.1016/j.fertnstert.2007.07.1326.